# 逆井站

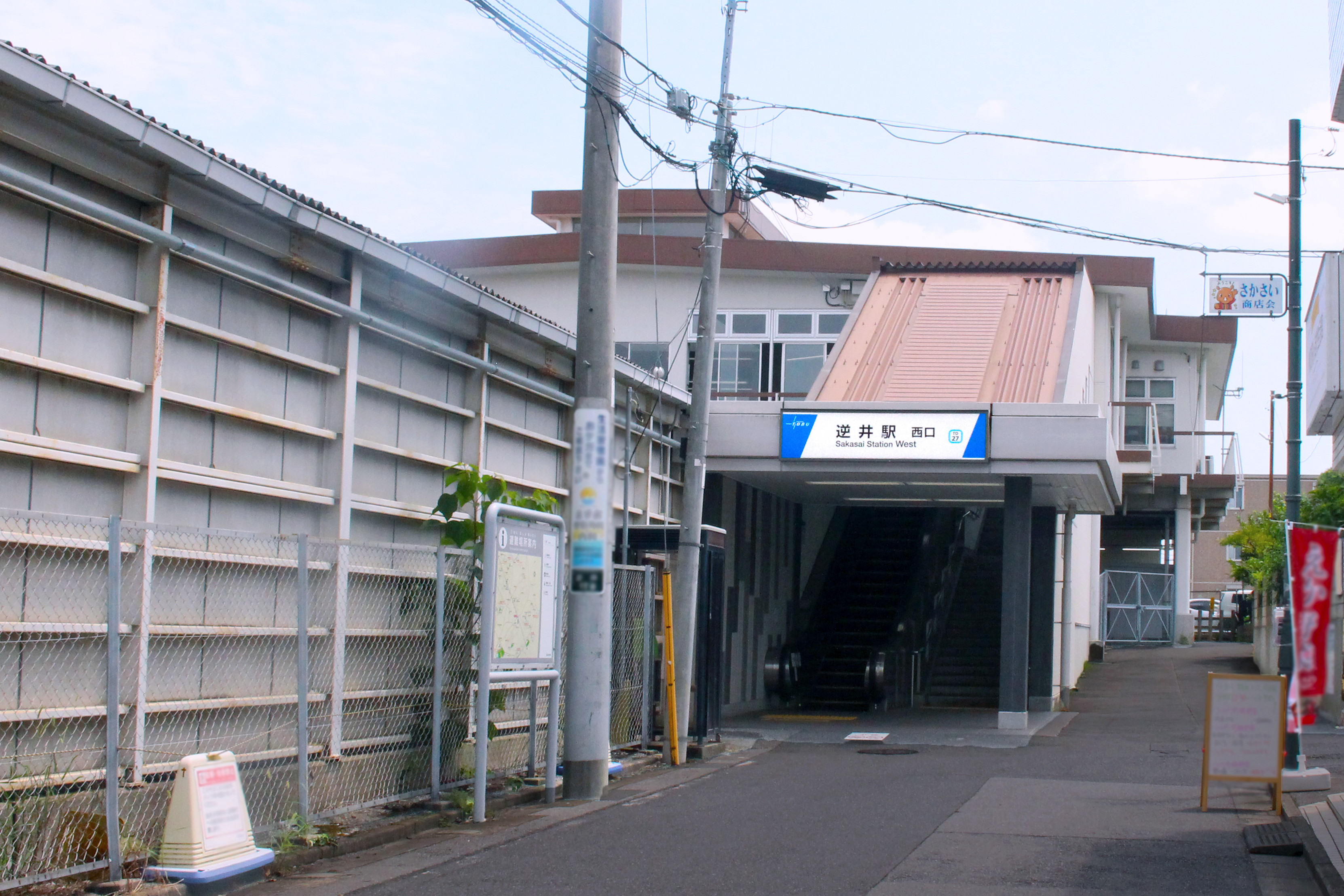
西口（2024年8月）

逆井站（日语：／ Sakasai eki */?）是位於日本千葉縣柏市逆井，屬於東武鐵道野田線（東武都市公園線）的鐵路車站。車站編號是TD 27。

## 車站結構

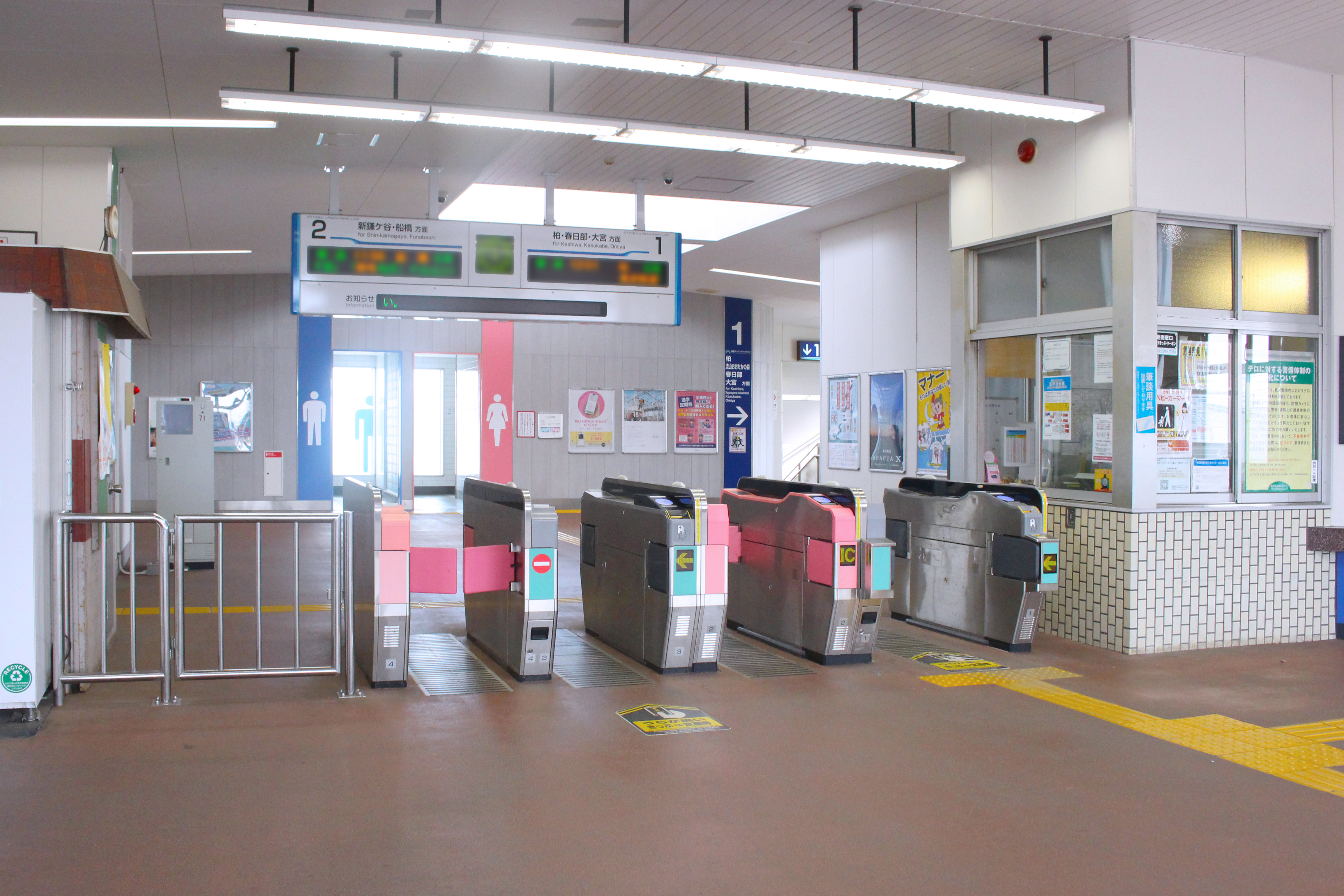
驗票閘口（2024年8月）

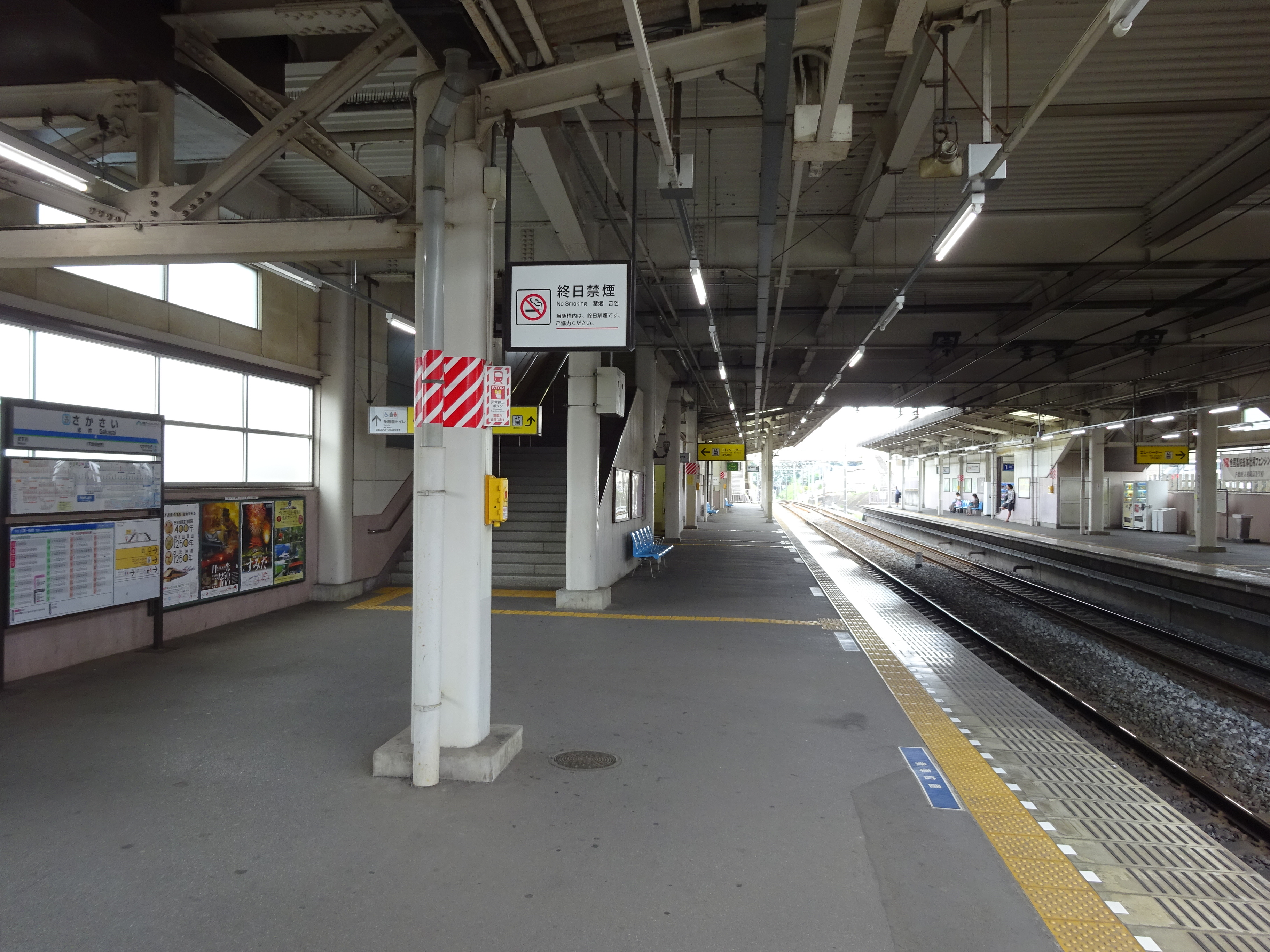
月台（2016年8月）

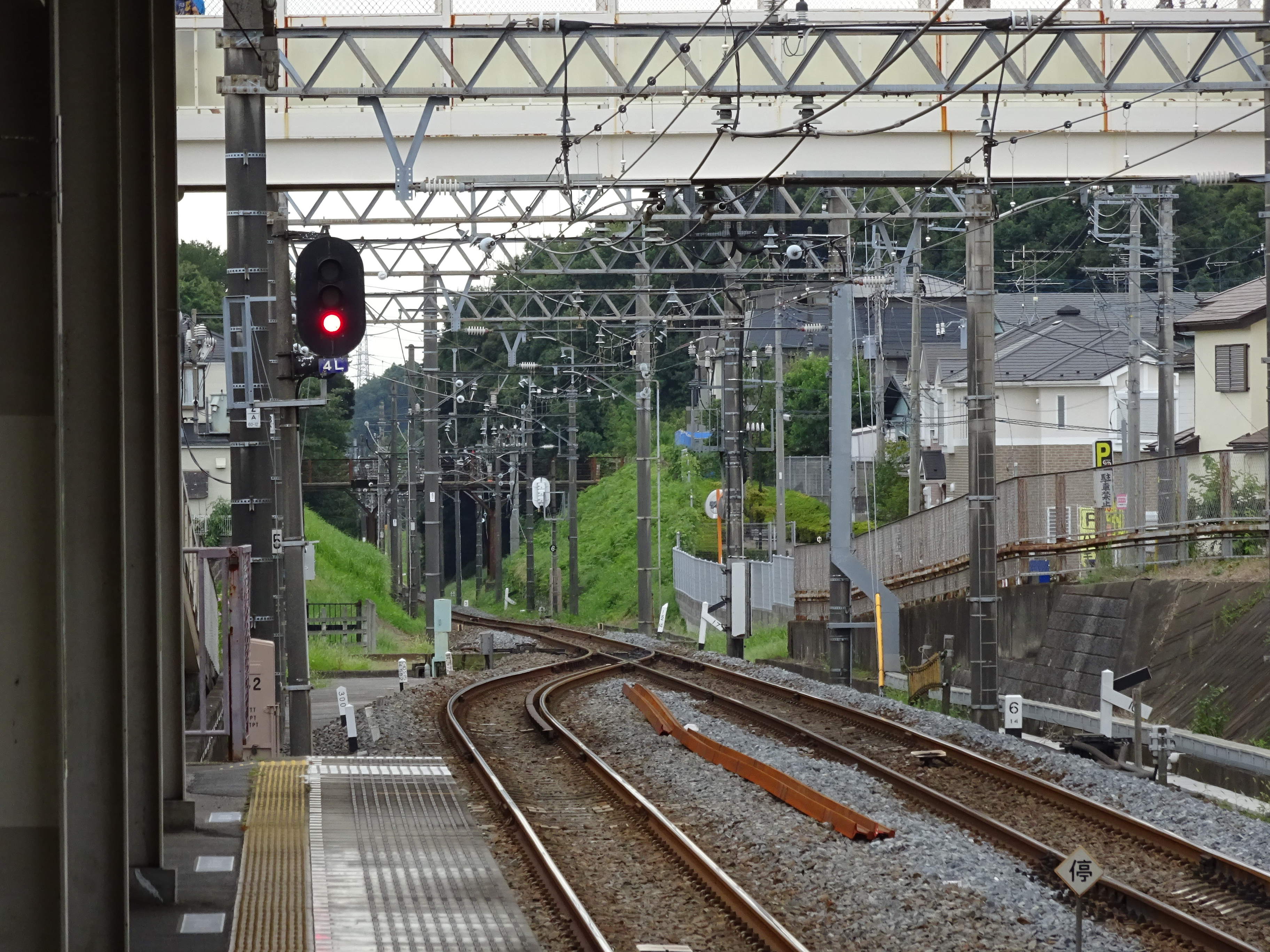
至六實站為止是單線路段（2016年8月）

本站過去為擁有側式月台1面1線的地面車站，在1985年（昭和60年）複線化之際成為對向式月台2面2線，並新設跨站式站房。此站與六實站之間是船橋站至柏站之間唯一的單線路段，預定2019年度末複線化。
2006年度（平成18年度）實施車站改善工程，2007年（平成19年）3月30日起升降機與多功能廁所開始使用，同年4月1日起東口的站前廣場開始使用。

### 月台配置
| 月台 | 路線           | 方向 | 目的地                 |
| ---- | -------------- | ---- | ---------------------- |
| 1    | 東武都市公園線 | 下行 | 六實、新鎌谷、船橋方向 |
| 2    | 東武都市公園線 | 上行 | 柏、春日部、大宮方向   |

## 使用情況
2016年度1日平均上下車人次為14,358人。
近年1日上下、上車人次的推移如下。
| 年度               | 1日平均 上下車人次 | 1日平均 上車人次 |
| ------------------ | ------------------ | ---------------- |
| 1993年（平成05年） | 15,821             | 7,931            |
| 1994年（平成06年） | 16,055             | 8,064            |
| 1995年（平成07年） | 16,119             | 8,090            |
| 1996年（平成08年） | 15,768             | 7,933            |
| 1997年（平成09年） | 15,452             | 7,780            |
| 1998年（平成10年） | 15,070             | 7,571            |
| 1999年（平成11年） | 14,915             | 7,488            |
| 2000年（平成12年） | 14,734             | 7,417            |
| 2001年（平成13年） | 14,478             | 7,254            |
| 2002年（平成14年） | 14,041             | 7,033            |
| 2003年（平成15年） | 13,755             | 6,888            |
| 2004年（平成16年） | 13,580             | 6,801            |
| 2005年（平成17年） | 13,693             | 6,797            |
| 2006年（平成18年） | 13,958             | 6,905            |
| 2007年（平成19年） | 14,110             | 7,037            |
| 2008年（平成20年） | 14,211             | 7,111            |
| 2009年（平成21年） | 14,096             | 7,068            |
| 2010年（平成22年） | 14,094             | 7,077            |
| 2011年（平成23年） | 13,864             | 6,939            |
| 2012年（平成24年） | 13,962             | 6,982            |
| 2013年（平成25年） | 14,222             | 7,115            |
| 2014年（平成26年） | 14,040             |                  |
| 2015年（平成27年） | 14,411             |                  |
| 2016年（平成28年） | 14,358             |                  |

## 相鄰車站
東武鐵道
 東武都市公園線
■急行、■普通
增尾（TD 26）－逆井（TD 27）－高柳（TD 28）

## 外部連結
- 逆井（車站資訊） - 東武鐵道